# Louis Texier-Olivier
Louis Texier-Olivier, né à Reignac-sur-Indre (Indre-et-Loire) le 3 avril 1764 et mort à Ortholaras (Lortholary), commune de Montgibaud (Corrèze), le 23 juillet 1849, est un haut fonctionnaire et homme politique français, préfet et député.

## Biographie

### Famille
Louis Texier-Olivier est le fils de Louis-François Texier-Olivier, seigneur de Rochettes, receveur au château de Reignac, et de Louise-Renée Hubert.
Il épouse Marie-Jeanne Richard, héritière du château de Glénay (Deux-Sèvres), le 4 juin 1794. Louis Texier-Olivier et Marie-Jeanne Richard se sont rencontrés alors qu'ils étaient tous deux emprisonnés à Tours. Contrainte par un de ses oncles de suivre les armées vendéennes jusqu'à leur défaite au Mans, Marie-Jeanne Richard avait été transférée à Tours pour y être traduite devant la Commission militaire. Elle est acquittée le 16 mars 1794 mais, le 24 juin 1794, Sénar fait arrêter Madame Texier-Olivier pour y être traduite devant le Tribunal révolutionnaire. Elle est relâchée par un arrêté du Comité de sûreté générale le 16 thermidor an II (3 août 1794),.

### Carrière
Au début de la Révolution, Louis Texier-Olivier, avocat, est clerc de procureur à Paris. En septembre 1789, il s’installe à Tours et devient « défenseur officieux ».
Procureur-syndic de Reignac en 1791, il est nommé membre du bureau de conciliation près le tribunal de Tours le 5 juillet 1792. Le 12 septembre suivant, membre du directoire du département, il est élu administrateur d’Indre-et-Loire. Il est incarcéré comme suspect en 1793 avec Clément de Ris. Le 9 février 1794, Gabriel Jérôme Sénar, à qui il s’oppose, le fait arrêter et emprisonner d'abord à Tours puis à Paris. Lavé des accusations portées contre lui, il reprend ses fonctions le 4 juin. Il est nommé Commissaire du Pouvoir Exécutif près de l’administration du département d’Indre-et-Loire le 22 décembre 1795. Il fait destituer les administrateurs par le Directeur exécutif et en fait nommer cinq nouveaux plus proches de lui.
Il est ensuite élu député aux Conseil des Cinq-Cents, où il siège du 11 avril 1798 au 26 décembre 1799,.
Il est nommé préfet des Basses-Alpes en 1800, dans la première promotion de préfets. Il quitte ce poste en 1802, pour la préfecture de la Haute-Vienne, où il reste en fonction jusqu’à la fin du Premier Empire,.
Révoqué à la Restauration, il joue un rôle de premier plan pendant les Cent Jours. Il se retire de la scène politique en 1815.

## Honneurs
- Chevalier de la Légion d'honneur ;
- Baron de l'Empire ;

## Œuvre
- Louis Texier-Olivier, Statistique générale de la France : département de la Haute-Vienne, Paris, chez Testu, 1808, 560 p. (lire en ligne)[8] ;